# Entomodestes leucotis
Entomodestes leucotis е вид птица от семейство Turdidae.

## Разпространение
Видът е разпространен в Боливия и Перу.